# لي هيرش
لي هيرش (بالإنجليزية: Lee Hirsch)‏ هو مصور سينمائي أمريكي، ولد في 1972 في لونغ آيلند في الولايات المتحدة.

## وصلات خارجية
- لي هيرش على موقع IMDb (الإنجليزية)
- لي هيرش على موقع ألو سيني (الفرنسية)
- لي هيرش على موقع أول موفي (الإنجليزية)
- لي هيرش على موقع قاعدة بيانات الأفلام السويدية (السويدية)
- لي هيرش على موقع قاعدة بيانات الفيلم (الإنجليزية)
- لي هيرش على موقع كينوبويسك (الروسية)